# انجمن بین‌المللی هورن
انجمن بین‌المللی هورن (انگلیسی: International Horn Society) یا به اختصار «IHS»، یک سازمان بین‌المللی است که به نوازندگان هورن اختصاص دارد و در سال ۱۹۷۰ میلادی تأسیس شد.
این سازمان همایش‌های دانشگاهی سالیانه برگزار و یک مجله تخصصی به نام «هورن کال» (نوای هورن) منتشر می‌کند.:۵